# Långtjärnen (Edsele socken, Ångermanland, 703915-154001)
Långtjärnen är en sjö i Sollefteå kommun i Ångermanland och ingår i Ångermanälvens huvudavrinningsområde.